# Witte alsem
De witte alsem of kamferalsem (Artemisia alba, synoniem: Artemisia camphorata) is een vaste plant uit de composietenfamilie (Asteraceae), die een kamferachtige geur verspreidt. De witte alsem staat op de Lijst van wettelijk beschermde planten in België. De soort komt van nature voor in Zuid- en Midden-Europa tot in Zuid-België en Noord-Afrika. Het aantal chromosomen is 2n = 18. Ook tetraploïden komen voor, vooral meer in het noorden van het verspreidingsgebied.
De plant wordt 50-100 cm hoog. De stengels zijn bij de grond verhout. De zilvergrijze, tweevoudig veerdelige bladeren met 0,5 mm brede bladslippen zijn 2-4 cm lang. 
De plant bloeit in augustus en september met 3-6 mm grote, bolvormige hoofdjes met uitsluitend, gele buisbloemen.

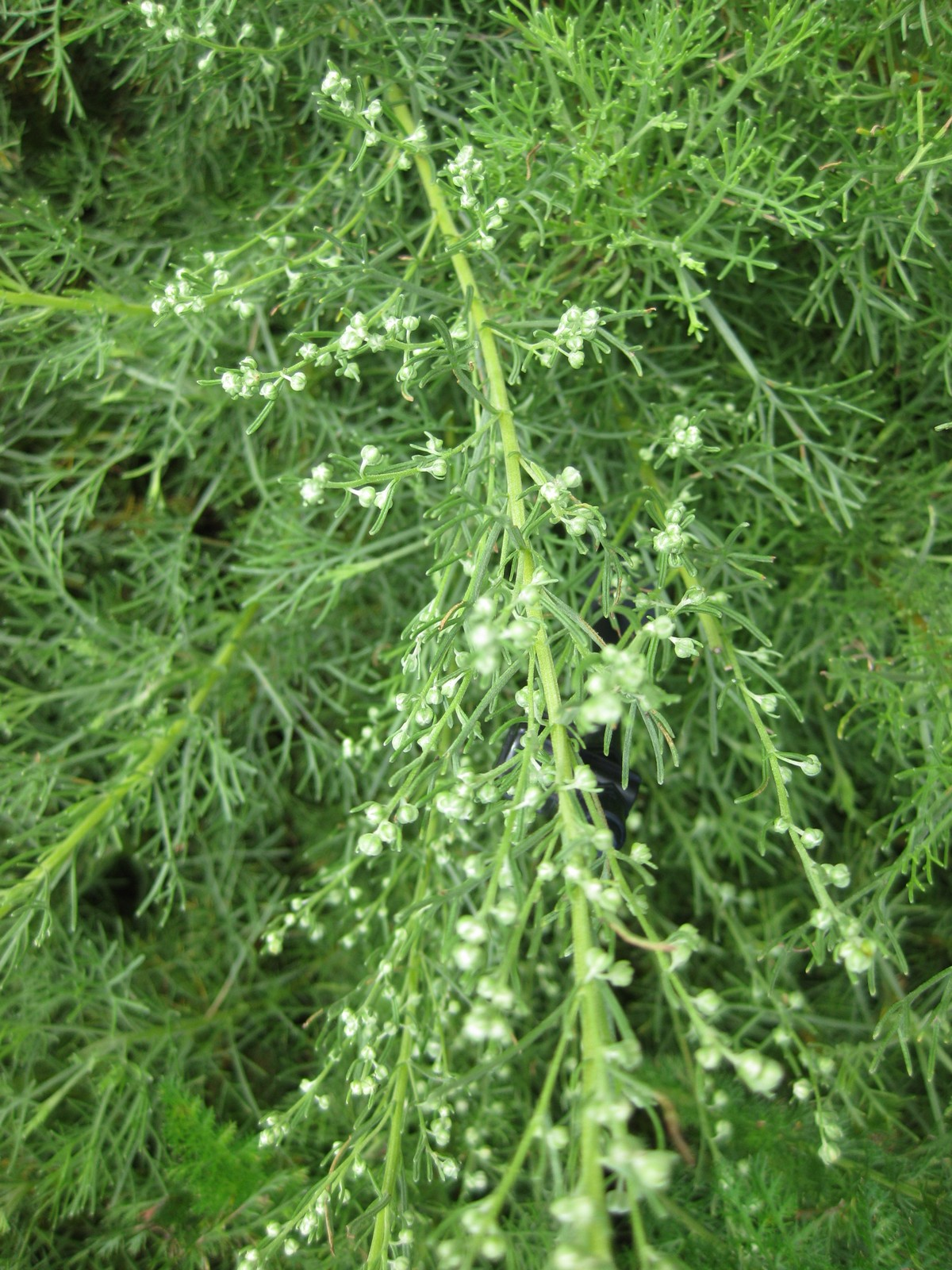
Bloeiwijze

De vrucht is een eenzadig, 1,5 mm lang nootje.

## Namen in andere talen
- Duits: Kampfer-Wermut
- Engels: Camphor Wormwood
- Frans: Armoise blanche, Armoise camphrée